# Kim Minu
Kim Minu (hangul: 김민우, handzsa: 金民友, RR: Kim Min-woo; 1990. február 25. –) válogatott dél-koreai labdarúgó, a dél-koreai Sangju Sangmu FC középpályása, kölcsönbe a Suwon Samsung Bluewings csapatától.

## Pályafutása

### Klubcsapatokban
2010–2016 között a japán Sagan Tosu labdarúgója volt. 2017–2021 között a Suwon Samsung Bluewings csapatában szerepelt, de közben 2018–19-ben katonai szolgálati ideje alatt kölcsönben a Sangju Sangmu játékosa volt. 2022–23-ban a Chengdu Rongcheng labdarúgója volt. 2024 óta az Ulszan HD játékosa.

### A válogatottban
2013 óta 22 alkalommal szerepelt a dél-koreai válogatottban és egy gólt szerzett. Részt vett a 2018-as oroszországi világbajnokságon.